# Trelde Næs Fyr
Trelde Næs Fyr, er et fyrtårn, beliggende på Trelde Næs, ved Fredericia, der blev etableret i 1916 som en båke, med en lanterne monteret på toppen.
For nuværende (2014) består fyret af en 21 meter høj gittermast, som er monteret på et tysk kanonfundament fra anden verdenskrig.
Fyret har gennem årene været genopbygget flere gange, på grund af kraftig erosion af kysten